# Phlebia argentea
Phlebia argentea är en svampart som beskrevs av Parmasto 1967. Phlebia argentea ingår i släktet Phlebia och familjen Meruliaceae.   Inga underarter finns listade i Catalogue of Life.